# Niedoskonałości rynku kapitałowego
Wszelkie ograniczenia zmniejszające zakres umów finansowych, które agenci mogą podpisywać i/lub powodują niemożliwość ich honorowania, nazywane są niedoskonałościami. Ograniczenia te najczęściej obecne są na rynkach kapitałowych. Istnieją trzy podstawowe powody takiej sytuacji: po pierwsze, kredytodawcy nie posiadają pełnych informacji na temat kredytobiorcy, np. czy posiadają oni zdolność do spłaty zadłużenia i/lub czy wyrażają wolę aby spłacić to zadłużenie (informacje asymetryczne). Po drugie, pożyczkodawca musi zaufać kredytobiorcy, aby zobowiązał się i spłacił swój dług, lub musi istnieć trzecia strona, która egzekwuje umowę, ponieważ trudniej jest egzekwować umowy ex post (ograniczone zaangażowanie). Wreszcie, ponieważ wymiana nie odbywa się w tym samym czasie, zawsze jest miejsce na renegocjację.

## Idealne rynki kapitałowe
W idealnym przypadku na rynku kapitałowym, zakładając kompletne rynki, doskonałą racjonalność agentów oraz pełną informację, równowaga występuje tam, gdzie stopy procentowe oczyszczają rynek, a podaż funduszy jest równa popytowi. Taki rodzaj równowagi nazywany jest równowagą Arrow-Debreu, która zdefiniowana została jako zestaw cen (w tym przypadku stóp procentowych), w których popyt i podaż na rynku są sobie równe. Ponadto możemy oddzielnie przeanalizować decyzję inwestycyjną firmy i decyzję o zużyciu/oszczędności właściciela (twierdzenie o separacji Fishera). Oprócz tego, nawet w przypadku ryzyka upadłości, wynikający z tego optymalny wybór firmy będzie skuteczny, ponieważ podwyżka stóp procentowych pozwoli wykryć ryzyko upadłości. Dlatego możliwość niewykonania zobowiązania przez kredytobiorcę nie jest główną siłą napędową, która prowadzi do niedoskonałych rynków kapitałowych.

## Informacja asymetryczna
Główną cechą rynków finansowych, prowadzącą do niedoskonałości, jest asymetria informacji między kredytobiorcami, a kredytodawcami. Widzimy dwa główne rodzaje asymetrii informacji na rynkach kapitałowych:
- Negatywna selekcja: negatywny wybór, który następuje jeszcze przed podpisaniem umowy. Brak informacji występuje, ponieważ kredytodawcy nie mają informacji o rodzaju kredytobiorców, tj. czy kredytobiorca ma skłonność do angażowania się w bardziej ryzykowne projekty, czy nie. Istnieje również pozytywna korelacja między możliwością wyboru „złych” typów kredytobiorców, ponieważ gdy stopa procentowa wzrasta, jest ona bardziej kosztowna dla bezpiecznych niż ryzykownych kredytobiorców, jak również możliwość nie spłacenia swojego długu w przypadku kredytobiorcy ryzykownego jest stosunkowo wyższa. W przypadku negatywnej selekcji typ pożyczkobiorcy jest znany tylko jednostce i występuje, gdy nie ma wystarczającej liczby narzędzi do sprawdzenia typów pożyczkobiorców. Jednym z przykładów badań przesiewowych jest oferowanie różnych rodzajów funduszy o różnych stopach procentowych oraz wymaganie różnych kwot zabezpieczenia w celu ujawnienia informacji o rodzaju kredytobiorcy. Jeśli kredytobiorca jest „zły”, wybierze rodzaj funduszy o wyższych stopach procentowych i zażąda niższej kwoty zabezpieczenia[3]. Jednak w rzeczywistym świecie istnieje wiele rodzajów pożyczkobiorców, których nie możemy kategoryzować za pomocą tylko „złych” i „dobrych” typów. Dla każdej cechy kredytodawcy muszą zwiększyć liczbę instrumentów, aby w pełni ujawnić informacje o rodzaju kredytobiorcy. Dlatego w prawdziwym życiu pożyczkodawca nie może w pełni odkryć rodzaju kredytobiorców.
- Pokusa nadużycia: Innym rodzajem asymetrycznych informacji jest pokusa nadużycia wynikająca z braku informacji o zachowaniu kredytobiorcy ex post. Po podpisaniu umowy pożyczkobiorca będzie realizował bardziej ryzykowny projekt, ponieważ nie bierze pełnej odpowiedzialności za fundusze. Wraz ze wzrostem stopy procentowej zwiększa się możliwość zaangażowania kredytobiorcy w bardziej ryzykowne projekty w celu zwiększenia oczekiwanego zwrotu. Ogólnie przyjmuje się, że bardziej ryzykowne projekty mają wyższy oczekiwany zwrot.
- Inną możliwością wynikającą z braku informacji o zachowaniu kredytobiorcy jest to, że gdy kredytobiorca deklaruje niewykonanie zobowiązania, pożyczkodawca nie wie, czy jest to prawdą, czy nie i jaka jest wartość projektu/firmy po niewykonaniu zobowiązania. W związku z tym wiąże się to z pewnym kosztem weryfikacji wartości domyślnej. Dlatego też utrudnia to wydajną równowagę, ponieważ koszty weryfikacji zmniejszają dobrobyt.

## Ograniczone zobowiązanie
Inną ważną cechą, która powoduje niedoskonałość, jest to, że wymiana nie zachodzi jednocześnie na rynkach kapitałowych. Kredytobiorca otrzymuje swoje środki, ale pożyczkodawca musi polegać jedynie na obietnicach pożyczkobiorcy. Jednym z warunków niedoskonałych rynków kapitałowych jest ryzyko niewypłacalności. Kredytobiorca może ogłosić upadłość, a tym samym nie może spłacić zadłużenia. Dlatego też obietnice jakie składa kredytobiorca, jak również struktura tych obietnic, są bardzo ważne dla realizacji transakcji. Jedną z opcji radzenia sobie z problemem ograniczonego zobowiązania jest zapewnienie zabezpieczenia. Umowa zostaje zawarta w taki sposób, że w przypadku niewykonania zobowiązania pożyczkodawca ma prawo do przejęcia wszystkich, bądź części zabezpieczenia. W finansach taka pożyczka nosi nazwę pożyczki zabezpieczonej. Nie rozwiązuje to jednak problemu w pełni, ponieważ pożyczkodawca musi ponieść koszty związane z przejęciem zastawionego majątku. Jednym ze źródeł tych kosztów są pieniądze i czas spędzony na egzekwowaniu umowy.
Inną przyczyną niedoskonałości rynku kapitałowego związanej z ograniczonym zobowiązaniem jest zdolność kredytobiorcy do renegocjowania warunków umowy ex post. Mimo że umowa jest podpisana jako pożyczka zabezpieczona, to ze względu na koszty egzekucji kredytodawca nigdy nie otrzymuje pełnej płatności w przypadku niewywiązania się kredytobiorcy z zobowiązania. Ex post, pożyczkobiorca ma zawsze możliwość zaoferowania więcej niż otrzyma pożyczkodawca w przypadku niewykonania zobowiązania, ale mniej niż pełna jego wartość. Dlatego zgodność motywacji jest konieczna, aby zapewnić wiążące umowy na niedoskonałych rynkach kapitałowych.

## Związek z niekompletnymi rynkami
Inną cechą rynku kapitałowego prowadzącą do niedoskonałości jest to, że kredyt nie jest dobrem jednorodnym. Jest to dobro inaczej pojmowane w zależności od regionu świata, czasu, a nawet ludzi, którym jest udzielane. W wyidealizowanym „idealnym” rynku, eksperci ekonomii oczekują, że rynek „osiągnie każdą pożądaną wymianę za jednorodne towary, gdy jest tylko jedna cena”. Na tej podstawie, aby mieć doskonały rynek kapitałowy, każdy agent może wymieniać fundusze po istniejącej jednolitej stopie procentowej dla każdego rodzaju funduszu. Jednak w rzeczywistości nie mamy tak wielu różnych rodzajów kredytów/funduszy dla każdego z różnych państw świata, aby mieć pełny rynek.

## Konsekwencje wynikające z niedoskonałości na rynkach kapitałowych
Dzięki dokładnym informacjom, takim jak podwyżki stóp procentowych, szansa na zwrot zadłużenia jakie udzielił pożyczkodawca wzrasta, ponieważ pożyczkodawca pobiera od kredytobiorcy więcej za usługę kredytową. Jednak przy niekompletnych informacjach występuje również pośrednio efekt odwrotny. Wraz ze wzrostem stopy procentowej zwiększa się możliwość wyboru bardziej ryzykownych kredytobiorców, ponieważ koszt świadczenia pożyczek rośnie dla nich w mniejszym stopniu z tytułu nie zwrócenia przez pożyczkobiorcę zobowiązania. W związku z tym, wraz ze wzrostem stopy procentowej, zwrot do pożyczkodawcy zmniejsza się tylko z uwzględnieniem efektu negatywnej selekcji. Biorąc pod uwagę te dwa przeciwne efekty, pożyczkodawca może określić stopę procentową w celu maksymalizacji rentowności, aby nie oczyścić rynku gdy jest to nie konieczne. W takiej sytuacji niektóre osoby nie mogą uzyskać żadnego kredytu przy istniejącej rynkowej stopie procentowej, chociaż chętnie płacą wartość rynkową. Dlatego widzimy racjonowanie kredytów jako wynik niedoskonałości na rynkach kapitałowych.
Racjonowanie kredytów wynika nie tylko z asymetrycznych informacji, ale także z ograniczonego egzekwowania w przypadku niewykonania zobowiązania. Istnieją również koszty egzekwowania prawa w celu odzyskania środków, a w większości przypadków istnieje również możliwość, że w pożyczkodawca w ogóle nie otrzyma zwrotu, jeśli była to pożyczka niezabezpieczona. Problem racjonowania kredytów pojawia się najczęściej, jeśli wierzyciel nie ma nic do zaoferowania jako zabezpieczenie. Nawet jeśli jest osobą godną zaufania i wykorzysta środki na dobry projekt inwestycyjny oraz będzie w stanie spłacić swój dług, pożyczkodawca może nie udzielić mu pożyczki, co prowadzi do nieefektywnej alokacji zasobów.
W perspektywie makroekonomicznej jedną z konsekwencji niedoskonałych rynków kapitałowych jest niewystarczająca inwestycja. Ponieważ w większości przypadków firmy finansują swoje inwestycje z rynków kredytowych, brak podaży funduszy prowadzi do niewystarczającej ilości inwestycji, które z kolei powodują nieefektywną alokację środków w gospodarce. Nawet pomimo tego, że każdy pożyczkodawca może udzielić pożyczki w wysokości w jakiej jest skłonny to nie zostałaby osiągnięta efektywna alokacja środków z powodu wysokiej rynkowej stopy procentowej, którą powodują koszty kontroli i monitorowania banków.
Biorąc pod uwagę fakt, że w realnym świecie rynki kapitałowe są dalekie od doskonałości, możemy wyraźnie powiedzieć, że rozliczenie rynku jest bardzo specyficznym wynikiem, który może nie być ogólny.

## Niedoskonałości na międzynarodowych rynkach kapitałowych
Egzekwowanie umowy jest szczególnie trudne w międzynarodowej organizacji. Kredytodawcy trudno jest nałożyć sankcje na kraj, który nie wywiązuje się z zobowiązań. Dlatego jest to znacznie głębszy problem, biorąc pod uwagę konsekwencje niedoskonałości na międzynarodowych rynkach kapitałowych. Może to znacznie zmniejszyć zdolność kraju do pozyskiwania środków finansowych na arenie międzynarodowej. Fundamentalną przyczyną jest ryzyko suwerenne, które wynika z braku ponadnarodowej władzy prawnej, zdolnej do egzekwowania umów transgranicznych. Główne przyczyny niedoskonałych międzynarodowych rynków kapitałowych są podobne do krajowych: ryzyko i niewystarczający poziom inwestycji. Ponieważ nieefektywność gospodarki pod względem inwestycji jest również związana ze wzrostem gospodarczym kraju, skutkuje to bardziej dotkliwymi konsekwencjami dla inwestycji i wzrostu gospodarczego, a także wpływa na gospodarki krajów (zwłaszcza krajów rozwijających się) na poziomie makro.